# رجاء أبو عماشة
رجاء حسن أبو عماشة (1938 - 19 ديسمبر 1955) هي مُناضلة فلسطينية من مواليد قرية سلمة في مدينة يافا، وعاشت منذُ نكبة 1948 كلاجئة في مخيم عقبة جبر في أريحا.

## سيرتها
تلقت رجاء جزءاً من تعليمها الابتدائي في مدارس يافا وأكملت تعليمها بعد النكبة في مدارس أريحا، ثم أكملت تعليمها الثانوي في المدرسة المأمونية بمدينة القدس عام 1952.
كانت رجاء من ناشطات الحركة الطلابية والوطنية، ومن أوائل المبادرين إلى تأسيس الاتحاد العام لطلبة الأردن، وشاركت كذلك في الحركة النسائية في الضفة الغربية. شاركت رجاء بصورة فعالة في الأحداث الوطنية عام 1955 ضد الأحلاف الغربية، وفي 19 ديسمبر 1955 قادت مظاهرة ضد حلف بغداد الذي يهدف إلى محاولة ضم الأردن إليه، فاقتحمت السفارة الأمريكية ورفعت عليها العلم الفلسطيني فأطلق الجنود النار عليها فاستشهدت في الحال ونقلت إلى أريحا حيث دفنت بجنازة وطنية حاشدة على الرغم من حظر التجوال المفروض، وبعض المراجع تذكر أنها استشهدت في الحال أثناء مهاجمة السفارة التركية وبعضها يذكر السفارة البريطانية، وتعتبر رجاء أول شهيدة للحركة الطلابية الأردنية.
خلفت رجاء عدداً من القصائد والنثر الوطني غير منشور، ولها عدة مقالات حول القضية الفلسطينية ونضال المرأة، وقد نُشر جزء منها في الصحف الأردنية.
رثاها الشاعر عبد الكريم الكرمي بأبيات من الشِعر، بدأها بعبارة "هناك على سفح أريحا من بقايا فلسطين يقوم قبر في العراء .. بجانب خيمة باكية .. إنه قبر الشهيدة ذات الخمس عشر ربيعاً .."، ومن هذه القصيدة: